# The Human Hibernation
The Human Hibernation ist ein spanischer Spielfilm unter der Regie von Anna Cornudella Castro aus dem Jahr 2024. Er feierte im Februar 2024 auf der Berlinale seine Weltpremiere in der Sektion Berlinale Forum.

## Handlung
Der Junge Erin ist zu früh aus dem Winterschlaf aufgewacht, alles ist verschneit. Auf der Suche nach seiner Schwester Carla erfriert er. Als es taut und die Tage länger werden, beenden auch die anderen Menschen ihren Winterschlaf und kehren zurück in ihr Leben. Carlas Suche nach Erin bleibt vergeblich. Zur Bewältigung des Verlusts befragt Carla ihre Mitmenschen über den für alle selbstverständlichen Winterschlaf mit dem gemeinsamen Aufwachen im Frühjahr.
Die Grenze zur Tierwelt wird durch den menschlichen Winterschlaf aufgeweicht. In Familienstrukturen, aber auch in Einzelbeziehungen und in der Gesellschaft besteht ein fast sprachloses Gleichgewicht von Pflanzen, Tieren und Menschen. Der bildzentrierte Film bewegt sich zwischen Meditation und Science Fiction. Er wirft die Frage nach Alternativen zur Natur des Menschen, wie wir sie kennen, auf.

## Produktion

### Filmstab
Regie führte Anna Cornudella Castro, The Human Hibernation ist ihr Debütfilm.

### Produktion und Förderungen
Produktionsfirmen waren Japonica Films und Batiak Films.

### Dreharbeiten und Veröffentlichung
Der Film feierte im Februar 2024 auf der Berlinale seine Weltpremiere in der Sektion Berlinale Forum.

## Rezeption
Auf filmportal.de wurde The Human Hibernation „ein großartig fotografierter, meditativer Öko-Sci-Fi-Film“ genannt. Savina Petkova sprach auf cineuropa.org von einem Film mit atemberaubenden Bildern, der dazu anrege, Natur neu zu denken. Kritisch äußerte sich dagegen Ronny Günl auf jugendohnefilm.com. The Human Hibernation neige „einerseits zu nichtssagendem blauen Dunst und andererseits zu vieldeutigem Schlummer“. Er präsentiere nur ähnliche Figuren. Der Versuch, ein Gleichgewicht zwischen Menschen und anderen Lebewesen zu finden, beschränke sich auf domestizierte Tiere.

## Auszeichnungen und Nominierungen
Der Film wurde zu den Internationalen Filmfestspielen Berlin 2024 eingeladen. Auf dem Festival wurde das Werk mit dem FIPRESCI-Preis als bester Beitrag der Sektion Forum ausgezeichnet. Auch wurde The Human Hibernation für den GWFF Preis Bester Erstlingsfilm nominiert.